# Lukavac Mali
Lukavac Veli je nenaseljeni otočić u hrvatskom dijelu Jadranskog mora. Jedan je od dva otočića koje se zajedno nazivaju Lukavci. Lukavac Veli se nalazi 700 metara sjeverozapadno. Na otočiću je svjetionik koji daje svjetlosni signal R Bl 3s. Nazivni domet svjetionika je 5 milja.
Površina otoka je 17.441 m2, duljina obalne crte 483 m, a visina 3 metara.